# Державний кордон Малайзії

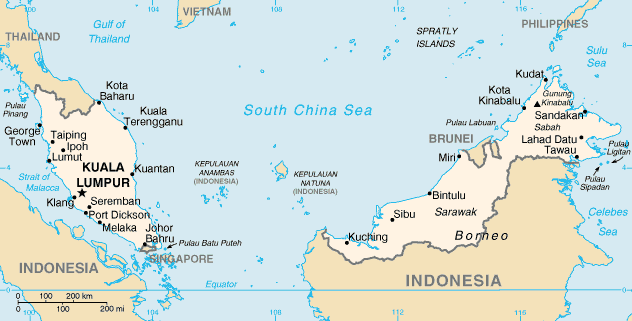
Карта Малайзії

Державний кордон Малайзії — державний кордон, лінія на поверхні Землі та вертикальна поверхня, що проходить по цій лінії, що визначають межі державного суверенітету Малайзії над власними територією, водами, природними ресурсами в них і повітряним простором над ними.

## Сухопутний кордон
Загальна довжина кордону — 2742 км. Малайзія межує з 3 державами. Територія країни складається з двох масивів, на півострові Малакка та на північному заході острова Калімантан. На Калімантані існує держава Бруней, територія якої складається з двох частин, що є напіванклавами для Малайзії.
Ділянки державного кордону
| Держава   | Ділянка        | Довжина (км) | Прикордонні регіони | Примітки |
| --------- | -------------- | ------------ | ------------------- | -------- |
| Бруней    | Калімантан     | 266          |                     |          |
| Індонезія | Калімантан     | 1881         |                     |          |
| Таїланд   | північ Малакки | 595          |                     |          |

## Морські кордони

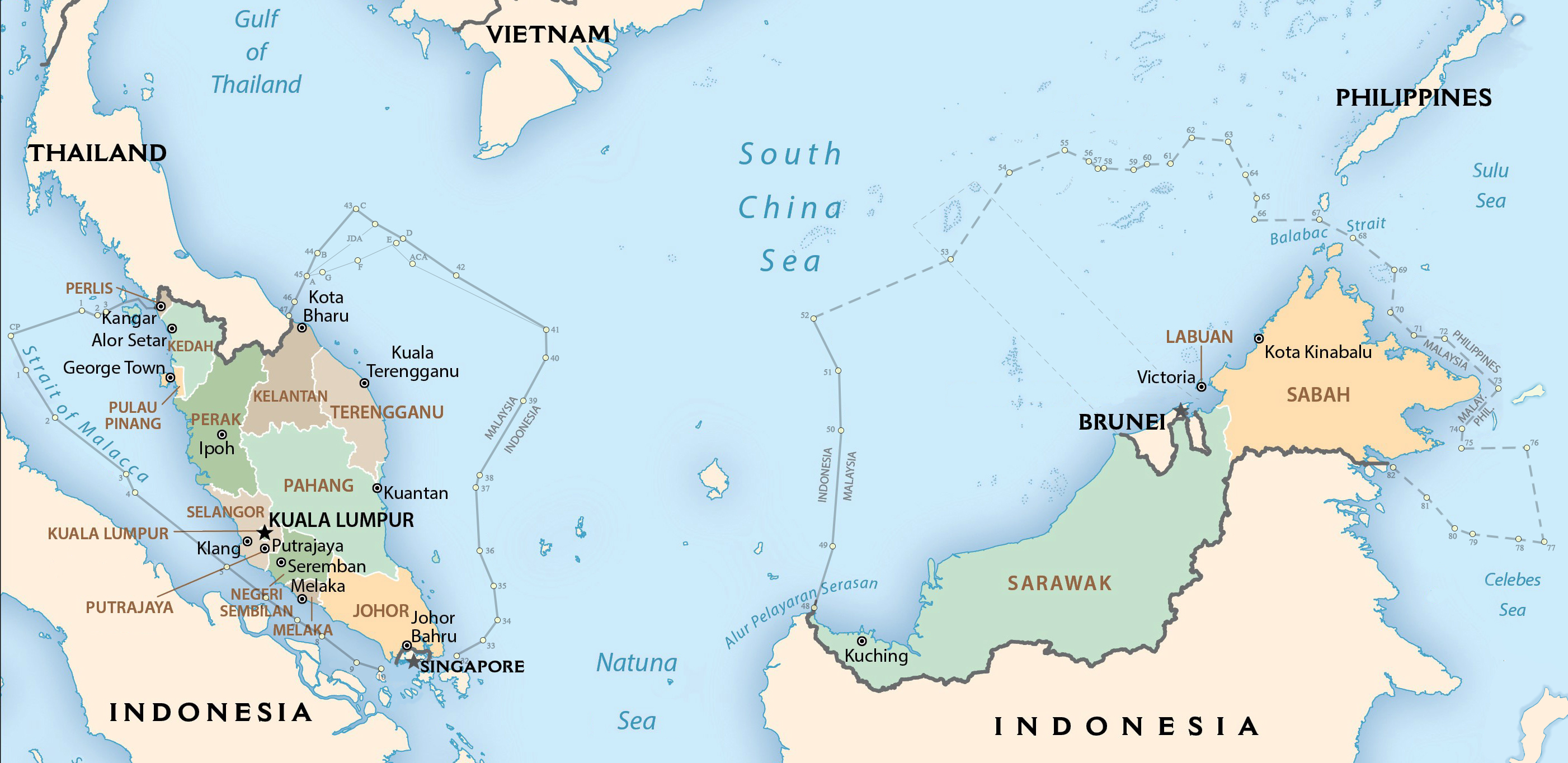
Морські кордони Малайзії

Малайзія омивається водами Південнокитайського моря Тихого океану; західне узбережжя півострова Малакка — водами протоки Малакка. Загальна довжина морського узбережжя 4675 км, з яких на узбережжя півострову Малакка припадає 2068 км, на малазійське узбережжя острова Калімантан — 2607 км. Згідно з Конвенцією Організації Об'єднаних Націй з морського права (UNCLOS) 1982 року, протяжність територіальних вод країни встановлено в 12 морських миль (22,2 км). Виключна економічна зона встановлена на відстань 200 морських миль (370,4 км) від узбережжя. Континентальний шельф — до глибини 200 м у Південнокитайському морі.

## Спірні ділянки кордону
Малайзія має територіальні претензії на частину островів Спратлі в Південнокитайському морі.

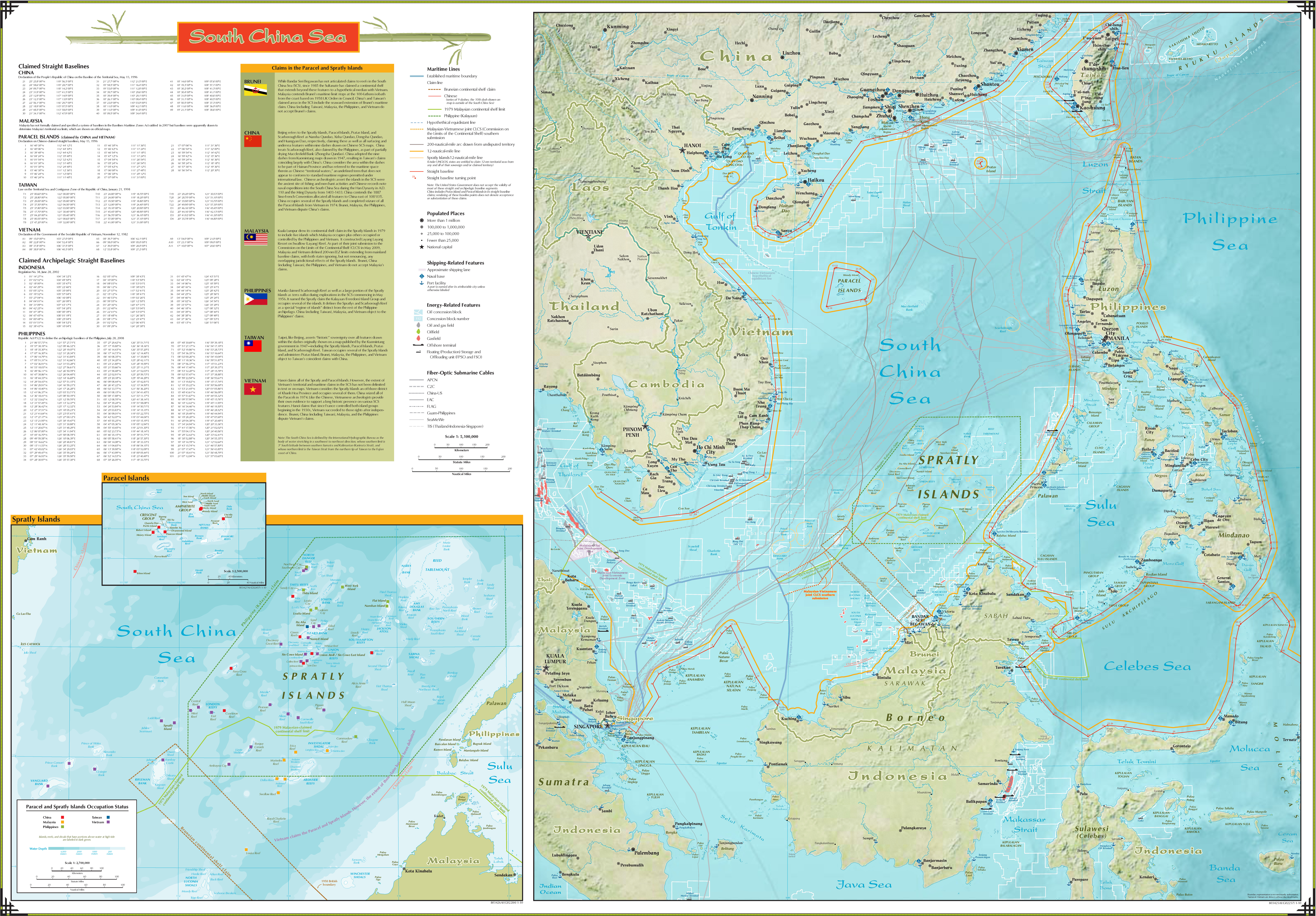
Територіальні претензії країн у Південнокитайському морі